# Раковно
Раковно — деревня в Заклинском сельском поселении Лужского района Ленинградской области.

## История
Впервые упоминается в писцовой книге Водской пятины 1500 года, как деревня Раковна Большая и деревня Раковна Меньшая, в Дмитриевском Городенском погосте Новгородского уезда.
Деревни Большая Раковна и Малая Раковна обозначены на карте Санкт-Петербургской губернии Ф. Ф. Шуберта 1834 года.

РАКОВНО БОЛЬШОЕ — деревня принадлежит недорослю Ренни, число жителей по ревизии: 54 м. п., 55 ж. п.

РАКОВНО МАЛОЕ — деревня принадлежит: майорше Пелагее Колокольцевой, число жителей по ревизии: 15 м. п., 14 ж. п.

недорослю Ренни, число жителей по ревизии: 11 м. п., 10 ж. п.

Ораниенбаумскому дворцовому правлению, число жителей по ревизии: 12 м. п., 10 ж. п.

Гдовскому окружному  управлению, число жителей по ревизии: 24 м. п., 26 ж. п.

В оном: питейный дом (1838 год)

Как деревня Раковня она отмечена на карте профессора С. С. Куторги 1852 года.

КОКОВНО БОЛЬШОЕ — деревня господина Колокольцова, по просёлочной дороге, число дворов — 16, число душ — 57 м. п.

КОКОВНО МАЛОЕ — деревня Ведомства государственного имущества, по просёлочной дороге, число дворов — 15, число душ — 30 м. п. (1856 год)

Согласно X-ой ревизии 1857 года деревня состояла из четырёх частей:

1-я часть: число жителей — 55 м. п., 52 ж. п.
  
2-я часть: число жителей — 10 м. п., 10 ж. п.
 
3-я часть: число жителей — 30 м. п., 36 ж. п.
 
4-я часть: число жителей — 15 м. п., 16 ж. п.

РАКОВНО БОЛЬШОЕ — деревня владельческая при реке Раковне, число дворов — 23, число жителей: 56 м. п., 46 ж. п.; Часовня православная. (1862 год)

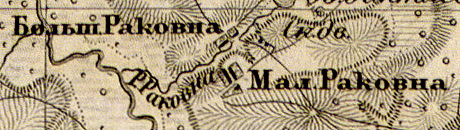
Деревня Раковно на карте 1863 года

Согласно карте из «Исторического атласа Санкт-Петербургской Губернии» 1863 года, деревня состояла из двух частей Большая Раковна и Малая Раковна.
В 1865 году временнообязанные крестьяне деревни Малое Раковно выкупили свои земельные наделы у Е. Е., Р. Е. Ренни, Е. П. Каравай и Е. Е. Аничковой и стали собственниками земли.
В 1866—1867 годах временнообязанные крестьяне деревни Большое Раковно выкупили свои земельные наделы у Е. Е., Р. Е., Г. Е. Ренни, Е. П. Каравай и Е. Е. Аничковой.
Согласно подворной описи  Городенской волости 1882 года, деревня Раковно состояла из четырёх частей:
 
1) Большое Раковно Раковенского общества, домов — 32, душевых наделов — 55, семей — 22, число жителей — 57 м. п., 64 ж. п.; разряд крестьян — собственники.
  
2) Малое Раковно Раковенского общества, бывшее имение Каравай, домов — 10, душевых наделов — нет, семей — 8, число жителей — 24 м. п., 25 ж. п.; разряд крестьян — собственники.

3) Малое Раковно Раковенского общества, бывшее имение Калинина, домов — 30, душевых наделов — нет, семей — 11, число жителей — 33 м. п., 36 ж. п.; разряд крестьян — собственники.

4) Малое Раковно Городенского общества, бывшее имение великой княгини Елены Павловны, домов — 3, душевых наделов — нет, семей — 7, число жителей — 20 м. п., 20 ж. п.; разряд крестьян — водворённые на собственной земле.
В 1889—1890 годах временнообязанные крестьяне деревни Малое Раковно выкупили свои земельные наделы у канцелярии её императорского величества.
Согласно материалам по статистике народного хозяйства Лужского уезда 1891 года, имение при селении Большое Раковно принадлежало наследникам коллежского асессора В. Н. Акинина.
В XIX веке деревня административно относилась к Городенской волости 2-го земского участка 1-го стана Лужского уезда Санкт-Петербургской губернии, в начале XX века — 2-го стана.
По данным «Памятной книжки Санкт-Петербургской губернии» за 1905 год деревни Большое Раковно и Малое Раковно входили в Раковенское сельское общество, 43 десятины земли в имении Раковна принадлежали дворянке Татьяне Степановне Акининой.

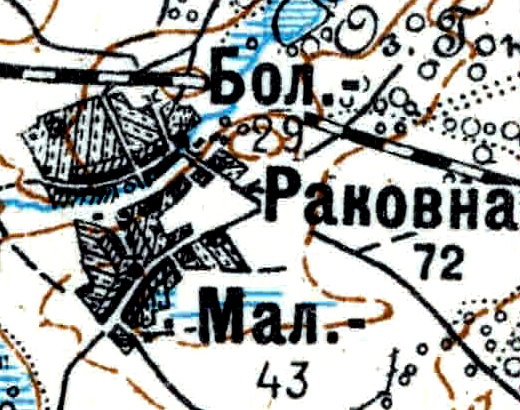
Деревня Раковно на карте 1926 года

Согласно топографической карте 1926 года деревня состояла из двух частей: Большая Раковна, которая насчитывала 72 двора и Малая Раковна — 43, в центре последней находилась часовня.
По данным 1933 года деревня Малое Раковно являлась административным центром Раковенского сельсовета Лужского района, в который входили 15 населённых пунктов: деревни Берег, Большое Раковно, Большой Сырец, Выбор, Вычелобок, Заполье, Зыбенка, Колодно, Костково, Малое Раковно, Малый Сырец, Онежицы, Холуховичи, посёлки Митюшино, Нива-Детлово, общей численностью населения 2001 человек.
По данным 1936 года в состав Раковенского сельсовета входили 16 населённых пунктов, 421 хозяйство и 11 колхозов. Центром сельсовета была деревня Раковно-Малое.
C 1 августа 1941 года по 31 января 1944 года деревня находилась в оккупации.
В 1961 году население деревни составляло 192 человека.
По данным 1966 года деревня Раковно являлась административным центром Раковенского сельсовета.
По данным 1973 и 1990 годов деревня Раковно входила в состав Лужского сельсовета.
По данным 1997 года в деревне Раковно Заклинской волости проживали 107 человек, в 2002 году — 113 человек (русские — 93 %).
В 2007 году в деревне Раковно Заклинского СП проживали 115 человек.

## География
Деревня расположена в юго-восточной части района на автодороге 41К-674 (Раковно — Вычелобок).
Расстояние до административного центра поселения — 13 км.
Расстояние до районного центра — 16 км.
Расстояние до ближайшей железнодорожной станции Луга — 15 км.
Деревня находится на правом берегу реки Луга, через деревню протекает река Раковна.

## Демография
| 1838 | 1862 | 1961 | 1997 | 2007 | 2010 | 2017 |
| ---- | ---- | ---- | ---- | ---- | ---- | ---- |
| 231  | ↘190 | ↗192 | ↘107 | ↗115 | ↘94  | ↘42  |

## Улицы
Дачная, Малая, Нагорная, Станционная, Центральная.

## Садоводства
Капелька.